# Kvasjön (Godegårds socken, Östergötland)
Kvasjön är en sjö i Motala kommun i Östergötland och ingår i Motala ströms huvudavrinningsområde. Sjön har en area på 0,0631 kvadratkilometer och ligger 131,1 meter över havet.

## Delavrinningsområde
Kvasjön ingår i det delavrinningsområde (652039-146892) som SMHI kallar för Mynnar i Storsjön. Medelhöjden är 130 meter över havet och ytan är 39,41 kvadratkilometer. Det finns inga avrinningsområden uppströms utan avrinningsområdet är högsta punkten. Vattendraget som avvattnar avrinningsområdet har biflödesordning 4, vilket innebär att vattnet flödar genom totalt 4 vattendrag innan det når havet efter 92 kilometer. Avrinningsområdet består mestadels av skog (68 procent) och jordbruk (15 procent). Avrinningsområdet har 0,36 kvadratkilometer vattenytor vilket ger det en sjöprocent på 0,9 procent.